# Lupaeus americanus
Lupaeus americanus är en spindeldjursart som först beskrevs av Baker och Hoffmann 1948.  Lupaeus americanus ingår i släktet Lupaeus och familjen Cunaxidae. Inga underarter finns listade i Catalogue of Life.